# 中醫學史
中醫學史，可簡稱為中醫史，是指千年以來，中醫學的醫學理論和醫療技術在中國和亞洲其他國家上所變遷、發展的歷史。其內容範圍可以是中國醫學史的組成部分，亦可以是日本醫學史、韓國醫學史等其他亞洲國家醫學史的組成部分。

在中國古代經典作品《詩經》、《山海經》、《尚書》、《周易》中，已記載了當時有關疾病、病因、藥物及其他療法的知識。《周禮·天官》中已記載有“醫師”一職，負責“掌醫之政令”。
中醫以陰陽五行作為理論基礎，通過“望、聞、問、切”四診合參的方法，探求病因、病性、病位、分析病機及人體內五臟六腑、經絡關節、氣血津液的變化、判斷邪正消長，進而得出病名，歸納出證型，以“辨證論治”的原則，制定「汗、吐、下、和、溫、清、補、消」等治法，使用中藥、針灸、推拿、按摩、拔罐、刮痧、氣功、食療、音療等多種治療手段，使人體達到陰陽調和而康復。其獨特之處，在於「天人合一」的整體觀及「辨證論治」。

## 前經典時期
中國傳統醫學的最早文字資料可見於甲骨文。甲骨文是刻在龜甲獸骨上的文字。可以反映殷代武丁時期的許多醫學知識和醫學活動，巫彭、巫咸的名字最早見於甲骨文記載。《山海經》中記有十巫採藥的故事，《大荒西经》云：“有灵山，巫咸、巫即、巫盼、巫彭、巫姑、巫真、巫禮、巫抵、巫謝、巫羅十巫，从此升降，百药爰在。”
古代中醫核心理論與《奇賅術》

## 經典時期
《湯液經法》估计成书在先秦时代，内容推测是不含五行。
《五十二病方》一般认为成书于战国后期，比《神农本草经》《黄帝内经》早。内含药方、理论都比较简单，阴阳出现少，没有五行理论。
先秦还有《尚书》，被追称为儒家经典，在汉代产生了两个标准版本，今文尚书、古文尚书。两者的五行脏腑理论有差异（见许慎《五经异义》）。
《黃帝內經》共十八卷，分《黃帝內經素問》（簡稱素問）與《黃帝內經靈樞》（簡稱靈樞）兩部作品，《靈樞》詳細記載了針灸。針灸治療行之久遠，在文字尚未發明之前，砭石被最早用於醫療，一直延續到戰國時期才逐漸被金屬針取代。《山海經》中記載了38種疾病，其中以病名來命名有23種，以症狀命名的有12種。《五十二病方》所提的病名更高達103個。這時期著名醫生有醫和、醫緩、扁鵲等人。成书时间有争议，有按传说认为是黄帝自撰，有认为是先秦成书，但马王堆3号墓和《汉书·艺文志》的证据更偏向是在汉宣帝之后成书。
秦越人著《難經》，全書共有八十一難。對脈法、經絡流注、營衛三焦、气血盛衰、臟腑諸病、經穴等方面作了比較深入的解釋，丰富了《黃帝內經》的學術理論。因其闡述《黃帝內經》的有關疑難問題，故名《難經》。並對三焦、命門學說、奇經八脈理論等多有創見。
《漢書·藝文志》中，將醫家分為「醫經」、「經方」、「神仙」、「房中」四大流派。張仲景著有《傷寒雜病論》，後檢整理為《傷寒論》、《金匱要略》二書，確立了“六經”分證（太陽、陽明、少陽、太陰、厥陰、少陰）論治原則，中醫診斷病情的陰陽、表裡、虛實、寒熱“八綱”和辯證施治的原則，總結了漢以前的醫療經驗。《黃帝內經》、《難經》、《神農本草經》和《傷寒雜病論》等四部書被稱為中醫的四大經典著作，是中國秦漢以前的醫藥經驗總結。
相傳華佗（145年－208年）還發明麻沸散，是最早記錄的醫用麻醉藥，可用於開刀清洗內臟，現已經失傳。于赓哲认为华佗动手术确有其事，但在华佗健在时就已属医家另类，因此失传也是意料之中。

## 中古時期
隋太醫博士巢元方（605－615）著《諸病源候論》，為中醫學第一部病理學專著，全書專論病源、證候、但不載方藥。對內、外、婦、兒、五官各科疾病的病源和證候、診斷，都有詳細敘述。唐·孙思邈的《備急千金要方》、《千金翼方》以及王焘的《外臺秘要》等，集唐以前医学之大成，从理论到临床均有新的发展。

## 宋金元轉變
金元四大家是指中國古代金元時期的四大醫學流派。即劉完素的火熱說、張從正的攻邪說、李東垣的脾胃說、朱震亨的養陰說。劉主寒涼，張主攻下（汗、吐、下三法），李主補土（補脾），朱主養陰，大大豐富了中醫理論。朱丹溪提出「陽常有餘，陰常不足」之論點，其論點後由張介賓所發揮。
元代時西亞、中亞醫生來華方便，加上政府重視，伊斯蘭醫學在中國影響大增，被稱為「回醫」。

## 明清時期
李時珍（1518？—1593）發現古代醫藥典籍中多有謬誤之處，畢生之力有系統地總結了明代以前的所有藥物特性，將所收集的一八九二種藥物劃歸十六部，六十類分述。其間歷時30年，著有《本草綱目》一書，全書近二百萬字，共五十二卷。書中附方達一萬餘首，插圖一千多幅。另有《奇經八脈考》、《瀕湖脈學》行世。
張介賓（1563？—1640）著有《景岳全書》，其醫學主張“陽非有餘”、“真陰不足”以及“人體虛多實少”等論點。
王清任（1768－1831）曾親見瘟疫災區兒童屍體三十多例，又數次前往刑場，觀察死刑犯的屍體內臟位置，將其所見繪製成《親見改正臟腑圖》。著成《醫林改錯》二卷，其中「活血化瘀」的方劑有二十二例，如：血府逐瘀湯、膈下逐瘀湯（治療肝硬化）、少腹逐瘀湯、補陽還五湯，均成為調理氣血的名方，至今仍為臨床廣泛應用。儼然是化瘀派的一代宗師。
1879年，浙江人士俞樾在《俞樓雜纂》中發表《廢醫論》：「其藥之而愈者，乃其不藥而癒者也。其不藥不愈者，則藥之亦不愈。」是最早、最明確地提出了廢除中醫的主張。

## 近代化
1913年，教育總長汪大燮公開提出廢除中醫中藥，所謂“余決意今後廢去中醫，不用中藥。所以立案一節，難以照準。”1929年，余雲岫提出《廢止舊醫案》，視中醫為巫祝，要求取締中醫，引起全國中醫藥界反抗。同年3月17日各省代表青年名醫陳存仁主持反對廢除中醫的大會，在陳果夫、陳立夫等人的接見並轉陳蔣介石，始收回成命。1935年，余云岫發表論文“陰陽五行、三部九候之謬，足以廢中醫之（診斷）理論而有餘；治病必求本，用藥如用病二語，足以廢中醫之治療（思想）而有餘；研究國藥、試用成方，足以發揚國產藥物而有餘”（《中華醫學雜誌》1935年7月）。
1913年，毛泽东在《讲堂录》笔记中写道：“医道中西，各有所长。中言气脉，西言实验。然言气脉者，理太微妙，常人难识，故常失之虚。言实验者，求专质而气则离矣，故常失其本，则二者又各有所偏矣。”
惲鐵樵面对废除中医运动的质疑，在1920年《群经见智录》中提出“故《内经》之五藏，非血肉之五藏，乃四时之五藏”，从而创立“藏象/臟象学说”的理论体系，将脏腑和实体器官分开。

## 當代中醫
1954年，毛泽东批示：“中药应当很好地保护与发展。我国的中药有几千年历史，是祖国极宝贵的财产，如果任其衰落下去，将是我们的罪过；中医书籍应进行整理……如不整理，就会绝版。”又指示：“即时成立中医研究院。”，1955年12月成立了中国中医研究院，第一任院长鲁之俊。
随着50年代海内外对针灸经络机理研究的热情拓展，气的本质，经络实质等都有新的进展，中西医结合，新药，新剂型，针灸麻醉，人机诊治系统等创造发明。赤脚医生上山下乡，中医药海内外的推广扩展，均有长足进步，学术交流，医学投资日益增多。